# Erlöserkirche (Landshut)

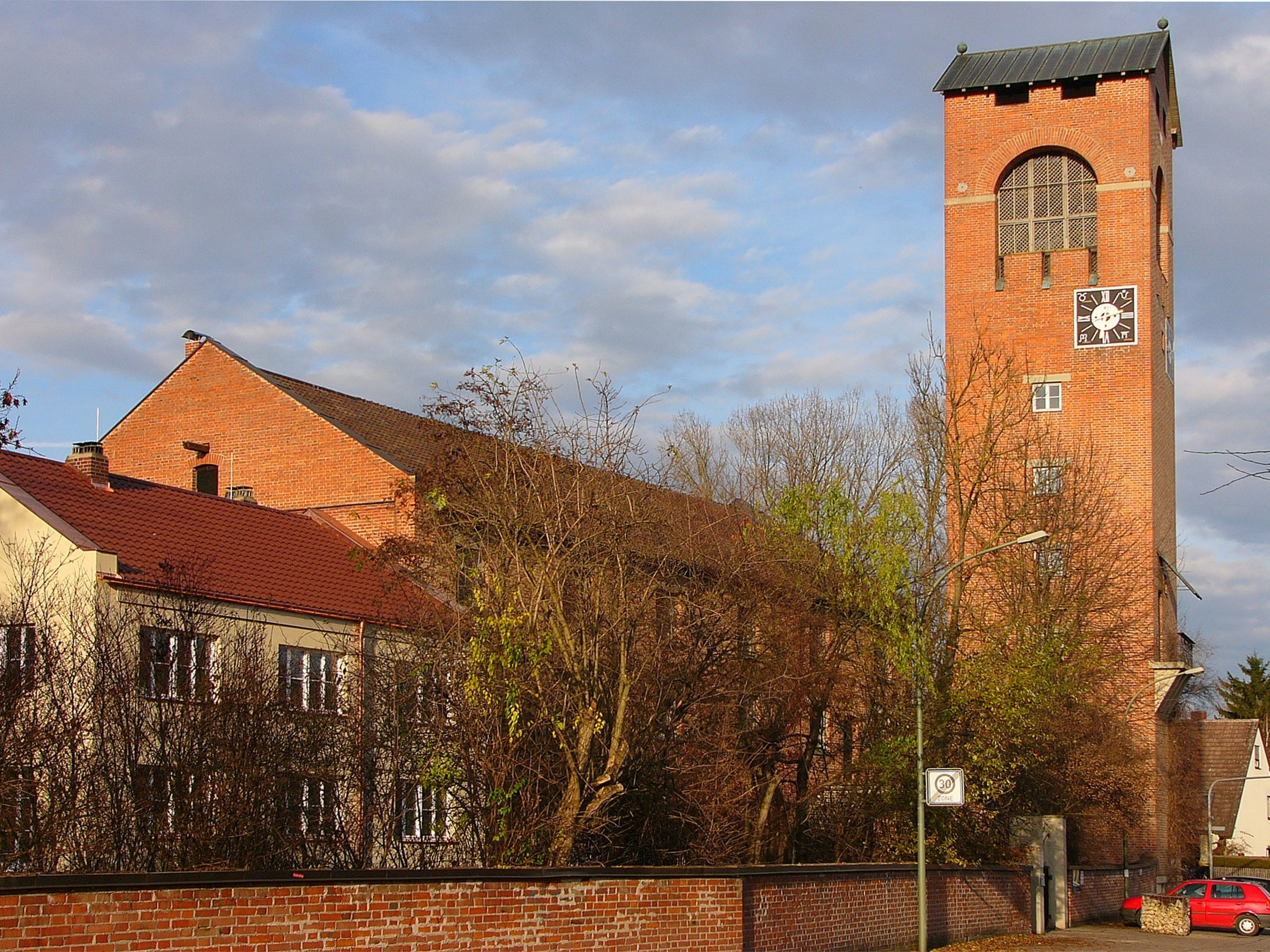
Außenansicht der Landshuter Erlöserkirche mit freistehendem Campanile; im Vordergrund das Pfarrhaus

Die evangelisch-lutherische Erlöserkirche (ⓘ) ist ein modernes Kirchengebäude im Osten der bayerischen Stadt Landshut. Es besteht eine gewisse Verwechslungsgefahr mit der Christuskirche im Westen Landshuts, da diese ursprünglich auch als Erlöserkirche bezeichnet wurde.

## Lage
Die Erlöserkirche, zu der auch ein großer Pfarrgarten gehört, liegt direkt am Isarufer. Östlich des Baus verläuft die vielbefahrene Konrad-Adenauer-Straße im Zuge der Bundesstraße 299.

## Geschichte
Die evangelischen Christen, die sich nach dem Zweiten Weltkrieg im Osten der Stadt Landshut niederließen, erhielten nach dem Abzug der amerikanischen Soldaten aus der Schochkaserne im Jahr 1952 deren Kirchenbaracke an der Ecke Schützenstraße/Weberstraße. Dieser provisorische Kirchenraum für die evangelischen Christen wurde als Außenstelle von der Christuskirche aus betreut. Durch die Baufälligkeit der Baracke und den Zuzug von evangelischen Heimatvertriebenen aus dem Landkreis in die Stadt Landshut wurde bald ein Neubau dringend erforderlich. Dieser wurde von 1961 bis 1963 nach den Plänen des renommierten Münchner Architekten Hans Döllgast auf einem Grundstück schräg gegenüber der Baracke ausgeführt. Die Grundsteinlegung erfolgte am 23. Juni 1961, die feierliche Einweihung am 15. Dezember 1963.

## Beschreibung
Der äußerlich schlichte Kirchenbau ist als Sichtziegelbau ausgeführt und knüpft damit an die Tradition der Landshuter Backsteingotik an. Er fällt vor allem durch seinen mächtigen freistehenden Turm, einen sogenannten Campanile, auf. Dieser ist an der Südostecke der Erlöserkirche zu finden und durch einen niedrigen Zwischentrakt mit dem Gotteshaus verbunden. Gleiches gilt für das westlich gelegene Pfarrhaus, welches zeitgleich mit der Kirche – ebenfalls von Hans Döllgast – errichtet wurde. Der nach Osten ausgerichtete Bau zeigt sich auch im Inneren sehr schlicht. Der Altarraum ist um vier Stufen erhöht und durch eine Balustrade zusätzlich optisch abgetrennt. Über dem schlichten Altar aus Sandstein erhebt sich ein großes Kreuz aus Lindenholz, welches durch die Gestaltung des Korpus stark an romanische Kreuze erinnert. Es wurde von dem aus Berchtesgaden stammenden Holzschnitzer Hans Brochenberger geschaffen und ist das einzige Werk des Katholiken für eine evangelische Kirchengemeinde. Oberhalb des Kreuzes ist ein großes buntverglastes Rosettenfenster zu sehen, welches den gesamten Kirchenraum eindrucksvoll beleuchtet. Es wurde von Alpheda Puluj Hohenthal gestaltet und zeigt den erhöhten Christus im Reich Gottes. Neben dem Altar befindet sich links der Taufstein, der ebenfalls von Hohenthal gestaltet wurde. Der auf vier bronzenen Schildkröten stehende Stein zeigt ein Relief des ertrinkenden Jona. Die Taufschale aus Messing trägt die Inschrift Christus ist auferstanden. Rechts des Altares hat die Kanzel ihren Platz gefunden. Die rückwärtige Empore, die auch die Orgel trägt, setzt sich auf beiden Seiten des Gemeinderaumes fort. Die Emporenbrüstung ist dabei als filigranes Holzgitter ausgeführt. Die flache Holzdecke ist mit einer Balkenstruktur in Form von Andreaskreuzen versehen.

## Pfarramt
Das Pfarramt wurde von Wolfgang Brune in Zusammenarbeit mit Thomas Neumeister in den Jahren von 2007 bis 2011 errichtet.

## Orgel

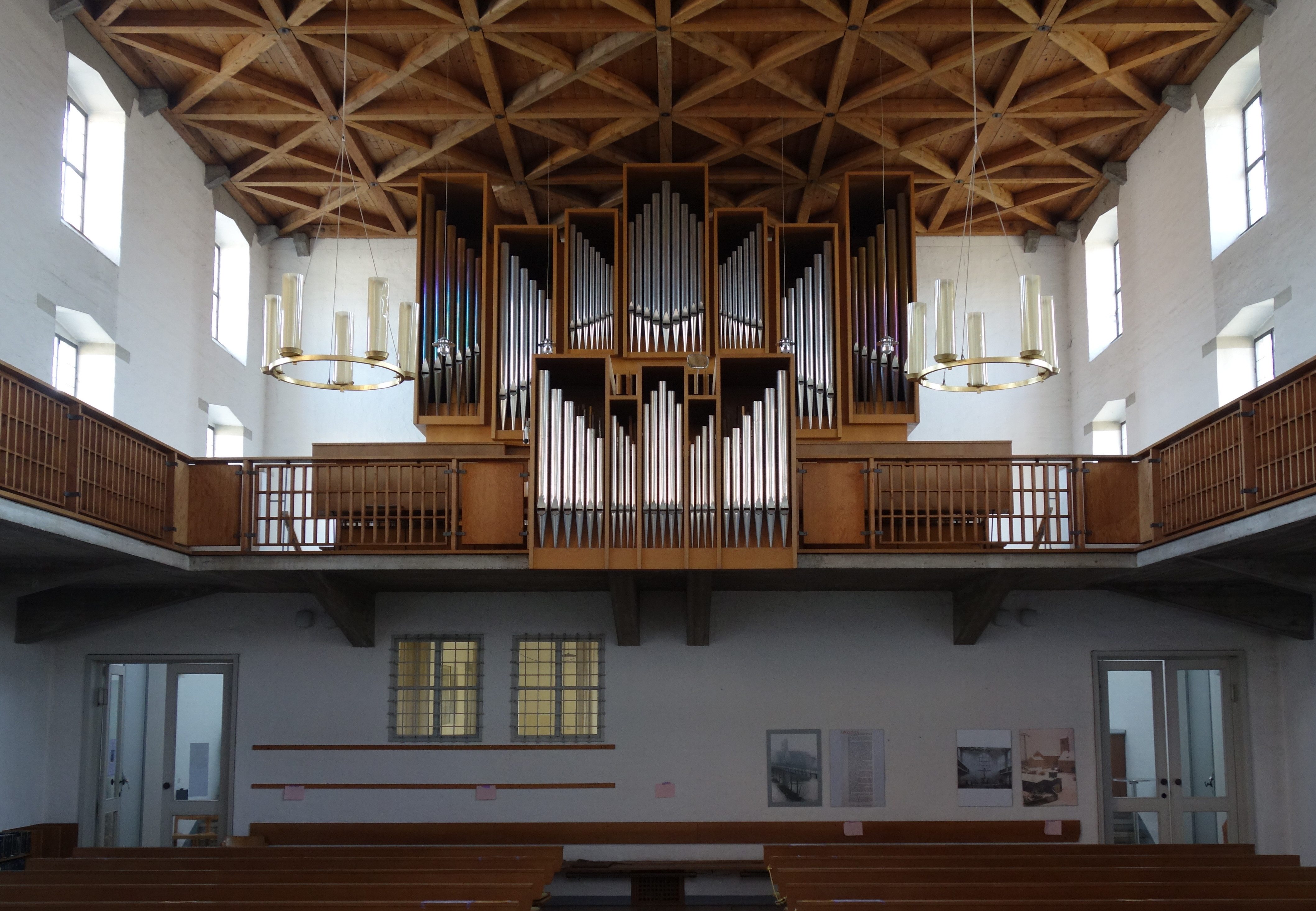
Die Walcker-Orgel

Durch ihre Akustik bietet die Erlöserkirche gute Voraussetzungen für orgelmusikalische Aufnahmen. Die Orgel mit mechanischer Spiel- und elektrischer Registertraktur wurde im Jahr 1967 von der Firma E. F. Walcker & Cie. aus Ludwigsburg erbaut. Das Instrument umfasst insgesamt 35 Register auf drei Manualen und Pedal. Die Disposition lautet wie folgt:
| I Rückpositiv |               |                |
| 1.            | Kupfergedackt | 8′             |
| 2.            | Praestant     | 4′             |
| 3.            | Rohrflöte     | 4′             |
| 4.            | Sesquialtera  | 2 ⁄3′ + 1 3⁄5′ |
| 5.            | Oktave        | 2′             |
| 6.            | Zimbel III    | 2⁄3′           |
| 7.            | Krummhorn     | 8′             |
|               | Tremulant     |                |

| II Hauptwerk |              |                             |
| 8.           | Pommer       | 16′                         |
| 9.           | Prinzipal    | 8′                          |
| 10.          | Spitzflöte   | 8′                          |
| 11.          | Oktave       | 4′                          |
| 12.          | Kleingedeckt | 4′                          |
| 13.          | Kleinpommer  | 2′                          |
| 14.          | Kornett      | 2 ⁄3′ + 2′ + 1 3⁄5′ + 1 ⁄7′ |
| 15.          | Mixtur VI    | 1 ⁄3′                       |
| 16.          | Trompete     | 8′                          |

| III Brustwerk im Schweller |                |               |
| 17.                        | Gedeckt        | 8′            |
| 18.                        | Gemshorn       | 8′            |
| 19.                        | Koppelflöte    | 4′            |
| 20.                        | Nasat          | 2 ⁄3′         |
| 21.                        | Prinzipal      | 2′            |
| 22.                        | Terznone       | 1 3⁄5′ + 8⁄9′ |
| 23.                        | Scharfmixtur V | 1′            |
| 24.                        | Musette        | 16′           |
| 25.                        | Oboe           | 8′            |
|                            | Tremulant      |               |

| Pedal |                       |        |
| 26.   | Subbass               | 16′    |
| 27.   | Quintade              | 16′    |
| 28.   | Oktavbass             | 8′     |
| 29.   | Gedecktbass           | 8′     |
| 30.   | Pommer                | 4′     |
| 31.   | Italienisch Prinzipal | 2′     |
| 32.   | Rauschbass IV         | 5 1⁄3′ |
| 33.   | Pedalmixtur IV        | 1 ⁄3′  |
| 34.   | Trompete              | 8′     |
| 35.   | Zink                  | 4′     |

- Koppeln: I/II, III/I, III/II rein elektrisch; I/P, II/P, III/P mechanisch mit elektrischer Betätigung
- Spielhilfen: 2 freie Kombinationen; Organo Pleno; Pedalregister ab, Schwelltritt mechanisch; 4 Zungenappells

## Glocken
Die fünf Glocken der Erlöserkirche wurden 1964 von dem ortsansässigen Glockengießer Johann Hahn gefertigt. Die Glockenweihe fand am Reformationstag, dem 31. Oktober 1964 statt. Auf den Glocken sind in der Reihenfolge ihrer Größe (von groß nach klein) folgende Bibelzitate zu finden:
- 1. Glocke: Meine Zeit steht in deinen Händen. (Ps 31,6 LUT)
- 2. Glocke: Christus spricht, wenn ihr betet so sprecht: Vater unser im Himmel. (Lk 11,2 LUT)
- 3. Glocke: Ich weiß, dass mein Erlöser lebet. (Hi 19,25 LUT)
- 4. Glocke: Dein Wort ist meines Fußes Leuchte und ein Licht auf meinem Wege. (Ps 119,105 LUT)
- 5. Glocke: Wer da glaubet und getauft wird, der wird selig werden. (Mk 16,16 LUT)